# North Key Largo
North Key Largo es un lugar designado por el censo ubicado en el condado de Monroe en el estado estadounidense de Florida. En el Censo de 2010 tenía una población de 1.244 habitantes y una densidad poblacional de 24,52 personas por km².

## Geografía
North Key Largo se encuentra ubicado en las coordenadas 25°15′20″N 80°19′30″O / 25.25556, -80.32500. Según la Oficina del Censo de los Estados Unidos, North Key Largo tiene una superficie total de 50.74 km², de la cual 48.17 km² corresponden a tierra firme y (5.07%) 2.57 km² es agua.

## Demografía
Según el censo de 2010, había 1.244 personas residiendo en North Key Largo. La densidad de población era de 24,52 hab./km². De los 1.244 habitantes, North Key Largo estaba compuesto por el 95.9% blancos, el 2.09% eran afroamericanos, el 0% eran amerindios, el 1.21% eran asiáticos, el 0.08% eran isleños del Pacífico, el 0.48% eran de otras razas y el 0.24% pertenecían a dos o más razas. Del total de la población el 5.55% eran hispanos o latinos de cualquier raza.